# Église Saint-Nicolas de Freycenet-la-Tour
L'église Saint-Nicolas est un édifice situé à Freycenet-la-Tour, en France.

## Localisation
L'église est située sur le territoire de la commune de Freycenet-la-Tour, dans le département  de la Haute-Loire, en région Auvergne-Rhône-Alpes.

## Description
L'église est l'un des exemples d'architecture des XVIe et XVIIe siècles en Haute-Loire, bien que ne présentant qu'un réaménagement intérieur d'un bâtiment plus ancien. Le catulaire du Monastier, dont dépendait le prieuré de Freycenet de la Tour, en fait état dès la fin du IXe siècle. L'église aurait été fondée vers 1100 par Guillaume IV, abbé de Saint-Chaffre. Les textes soulignent l'éxiguité de l'édifice primitif. De 1520 à 1558, Charles Ier de Sénecterre réédifia la partie de la nef qui englobait les chapelles de Saint-Régis et Saint-Nicolas. En 1577, l'évêque du Puy, Antoine de Sénecterre, aurait fait édifier la chapelle latérale sud avec fronton et entablement, ainsi que la façade, refaite à cette époque. En 1636, la famille André de l'Arc demande l'autorisation de construire une chapelle. En 1669, l'édifice est agrandi et deux chapelles sont ajoutées. En 1865, construction du clocher actuel à l'emplacement d'un clocher à arcades ; ouverture de la fenêtre sud de la tribune ; creusement d'un fossé latéral au nord pour l'assainissement de l'édifice, très humide. Les éléments les plus caractéristiques en sont le porche et la chapelle de Sénecterre.

## Historique
L'église est inscrite au titre des monuments historiques par arrêté du 4 novembre 1969.